# Drymaria lyropetala
Drymaria lyropetala là loài thực vật có hoa thuộc họ Cẩm chướng. Loài này được I.M.Johnst. mô tả khoa học đầu tiên năm 1940.